# Năm anh em trên một chiếc xe tăng
"Năm anh em trên một chiếc xe tăng" là một ca khúc thuộc dòng nhạc đỏ của nhạc sĩ Doãn Nho được phổ nhạc từ bài thơ cùng tên của Hữu Thỉnh. Đây là một trong những ca khúc nổi tiếng của nhạc sĩ này.